# 誰でもない女
『誰でもない女』（だれでもないおんな、Zwei Leben）は、ゲオルク・マース監督・脚本による2012年のドイツのドラマ映画である。当時未発表であった ハンネロール・ヒッペの小説を基に、レーベンスボルン出身の女性が描かれる。
第86回アカデミー賞外国語映画賞にはドイツ代表作として出品され、最終選考9作品にも残ったが、本戦ノミネートは逃した。

## キャスト
- ユリアーネ・ケーラー
- クララ・マンツェル（ドイツ語版）
- スヴェーン・ノルディン（英語版）
- ソービョルン・ハール（英語版）
- リヴ・ウルマン
- ケン・デュケン（英語版）
- ユリア・バッヘ＝ヴィーク（ノルウェー語版）
- ライナー・ボック
- トーマス・ラヴィンスキー（ドイツ語版）
- ヴィッキー・クリープス
- デニス・ストーロイ（英語版）
- ウルスラ・ヴェルナー（英語版）
- ユルゲン・リスマン（ドイツ語版）